# Montsant

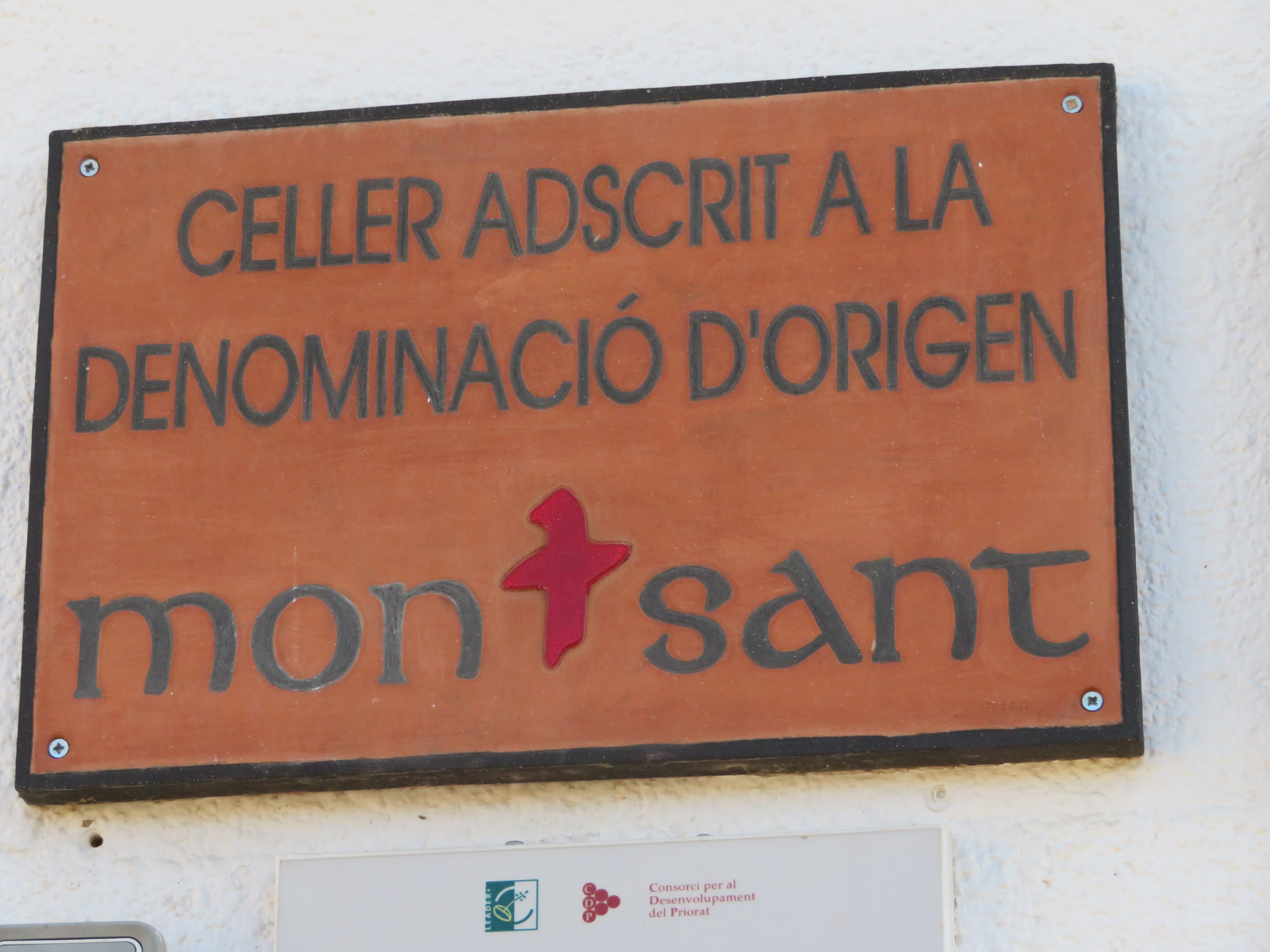
Viticultura. Denominación de Origen Montsant (Tarragona)

Montsant es una denominación de origen establecida en 2002 e integrada por los municipios y bodegas que, hasta esa fecha, formaban la subzona Falset de la denominación de origen Tarragona. Se extiende por 16 municipios, la mayoría en El Priorato y unos pocos en la Ribera del Ebro. Produce unos 5 millones de botellas al año, de las que la mitad se destina a la exportación (principalmente a Alemania y Estados Unidos). La superficie de viñas plantadas es de casi 1900 hectáreas que se reparten más de 50 bodegas.